# Hubert Schweighofer
Hubert Schweighofer (1965) è un ex sciatore alpino austriaco.

## Biografia
Specialista delle prove tecniche, Schweighofer debuttò in campo internazionale in occasione dei Mondiali juniores di Sestriere 1983, dove si classificò 18º nello slalom gigante; in Nor-Am Cup nella stagione 1984-1985 vinse la classifica di slalom gigante e fu 2º in quella generale e gareggiò in Coppa Europa fino alla stagione 1985-1986, quando si piazzò 18º nella classifica generale. Non prese parte a rassegne olimpiche né ottenne piazzamenti in Coppa del Mondo o ai Campionati mondiali; era fidanzato di Ulrike Maier, a sua volta sciatrice alpina, e padre della loro figlia.

## Palmarès

### Nor-Am Cup
- Miglior piazzamento in classifica generale: 2º nel 1985[1]
- Vincitore della classifica di slalom gigante nel 1985[1]